# Stanisław Folwarczny
Stanisław Folwarczny (czes. Stanislav Folwarczny; ur. 9 października 1962 w Karwinie) – polski nauczyciel i działacz społeczny na Śląsku Cieszyńskim, samorządowiec, w latach 2006–2016 wiceburmistrz Czeskiego Cieszyna, zaś od 2016 do 2024 wicehetman kraju morawsko-śląskiego. 

## Życiorys
Ukończył studia na Wydziale Pedagogicznym Uniwersytetu Ostrawskiego, po czym pracował jako nauczyciel wychowania obywatelskiego i fizycznego. W latach 1992–2006 pełnił obowiązki dyrektora Szkoły Podstawowej z Polskim Językiem Nauczania w Czeskim Cieszynie. Organizował wyjazdy śladami polskiej historii i literatury dla nauczycieli polskich na Zaolziu do Polski oraz na dawne Kresy Rzeczypospolitej. Od 1994 do 2001 był prezesem Towarzystwa Nauczycieli Polskich w Republice Czeskiej, od 2001 pozostawał jego wiceprezesem. Miał swój udział w wydaniu prac: „Z dziejów szkolnictwa polskiego na Zaolziu” Józefa Macury (1998) oraz „Cudowny chleb i inne godki śląskich: podania, baśnie i opowieści cieszyńskie” Józefa Ondrusza (1996). W 2008 został członkiem Rady Kongresu Polaków w Republice Czeskiej.
W 2002 uzyskał mandat członka rady miejskiej w Czeskim Cieszynie z poparciem ODS. W 2006 wybrano go wiceburmistrzem miasta z ramienia koalicji ODS/KDU-ČSL/Bezpartyjni rządzącej miastem, swoją funkcję zachował również po zmianie układu koalicyjnego na ODS/KDU-ČSL/ČSSD na początku 2011. W 2016 objął funkcję wicehetmana kraju morawsko-śląskiego, odpowiedzialnego za sprawy szkolnictwa i sportu. W 2020 uzyskał reelekcję na to stanowisko. Funkcję sprawował do 2024.
W 2023 otrzymał Odznakę Honorową za Zasługi dla Polonii i Polaków za Granicą.

## Publikacje
- (red. i współautor) Tu byliśmy, tu jesteśmy...: szkolnictwo polskie na Zaolziu w ostatniej dekadzie XX wieku, Towarzystwo Nauczycieli Polskich w Republice Czeskiej, Czeski Cieszyn 2000
- (red. i współautor) Spotkania nad Olzą – zeszyt roboczy do edukacji regionlanej dla uczniów polskich szkół na Zaolziu